# Primarias presidenciales del Partido Comunista Francés de 2021
Las primarias presidenciales del Partido Comunista de Francia de 2021 fueron una consulta interna para nominar a un candidato del Partido Comunista Francés para las elecciones presidenciales de 2022 que se llevaron a cabo del 7 al 9 de mayo de 2021, mediante votación de los miembros. Los resultados finales determinaron a Fabien Roussel como candidato a la presidencia.

## Antecedentes
En noviembre de 2018 se llevó a cabo el Congreso del Partido Comunista Francés (PCF), en el que Fabien Roussel fue elegido secretario nacional del partido y expresó crear las condiciones para una candidatura comunista para la próximas elecciones presidenciales. La última candidatura comunista había sido la de Marie-George Buffet en las elecciones de 2007, que obtuvo el 1,93% de los votos.
Desde entonces, el partido comunista ha apoyado dos veces la candidatura de Jean-Luc Mélenchon, representante del Frente de Izquierda y luego la Francia Insumisa. No obtuvieron un acuerdo parlamentaria en las elecciones legislativas de 2017, lo que llevó a la creación de dos grupos parlamentarios separados.
Jean-Luc Mélenchon anunció su candidatura a las elecciones presidenciales de 2022 en noviembre de 2020. Fabien Roussel hizo lo mismo en los días siguientes. En diciembre, Mélenchon propuso al PCF una alianza, pero dicha alianza fue rechazada.
Varios ciudadanos creen que una candidatura comunista daría lugar a una competencia adicional a los otros partidos de izquierda, en particular contra la candidatura de Jean-Luc Mélenchon, pero también de Europa Ecología Los Verdes y el Partido Socialista.

## Resultados
|  | 82.32 % |

|  | 1.82 % |

|  | 0.16 % |

|  | 72.47 % |

|  | 23.15 % |

|  | 98.58 % |

|  | 1.42 % |

|  | 100.00 % |

|  | 68.85 % |